# Я вам пишу...
«Я вам пишу...» — советский чёрно-белый художественный мелодраматический фильм 1959 года, снятый режиссёром Михаилом Израилевым на киностудии «Молдова-фильм» по сценарию Анатолия Алексина.
Премьера состоялась 1 декабря 1959 года. Один из лидеров кинопроката СССР — фильм посмотрели 21,4 млн зрителей.

## Сюжет
Эльвира, не смогшая поступить в медицинский или театральный институт, устраивается сиделкой к больной матери соседа Сергея Сергеевича, доцента археологического института. Между ней и Сергеем Сергеевичем возникает дружба, и когда он уезжает в экспедицию, они начинают обмениваться письмами. Эльвира серьёзно готовится к поступлению в медицинский институт, в то время как Сергей Сергеевич ждет её возвращения из экспедиции.

## Роли исполняют
- Микаэла Дроздовская — Эльвира (главная роль)
- Зоя Фёдорова — мама Эльвиры
- Аркадий Цинман — папа Эльвиры
- Юрий Саранцев — Сергей Сергеевич
- Домника Дариенко — Мария Фёдоровна
- Элла Некрасова — Лена
- Юрий Киреев — Дима
- Людмила Шагалова — Нелли
- Вадим Захарченко — Эдик
- Зана Занони — Римма Васильевна
- Константин Константинов — Константин Константинович
- Сергей Филиппов — «маг и волшебник»
- Трифон Грузин
- Владимир Прохоров — Петя
- М. Гамаюнов — эпизод
- Тамара Кривцова — эпизод
- О. Кудряшов — эпизод
- Александр Мутафов — эпизод
- Марина Гаврилко — эпизод
- Алёша Степанов — эпизод
- Шура Кузнецов — эпизод
- Лариса Архипова — студентка (нет в титрах)
- Любовь Тищенко — эпизод (нет в титрах)

## Съёмочная группа
- Автор сценария, текст песен: Анатолий Алексин
- Режиссёр: Михаил Израилев
- Оператор: Леонтий Проскуров
- Художники-постановщики: Леонид Курлянд, Антон Матер
- Композитор: Оскар Фельцман
- Звукорежиссёр: Александр Чайка
- Монтажёры: Евгения Абдиркина, В. Дзык